# Magical Mystery Tour
《Magical Mystery Tour》는 비틀즈의 앨범으로, 주로 동명의 영화인 《Magical Mystery Tour》를 바탕으로 하고 있는 앨범이다. 원래는 EP짜리 레코드 두 장으로 발매되었는데, 정규 앨범이 아니나 현재 정규앨범처럼 취급 받고 있다. 이 앨범은 비틀즈 5대 명반에서 한 개의 앨범을 덧붙인 비틀즈 6대 명반에 속하며, 이 앨범의 곡들은 폴 매카트니의 주도하에 만들어진 것이다. 이 중 〈Hello, Goodbye〉, 〈All You Need Is Love〉 같은 노래들은 대중적으로도 잘 알려져 있으며, 〈I Am the Walrus〉, 〈Strawberry Fields Forever〉, 〈Penny Lane〉 같은 곡은 후에 중요한 영향을 미치게 된다.

## 곡 목록
- 특별한 언급이 없는 한 모든 곡들은 레논-매카트니 작곡이다.

| #  | 제목                                                   | 보컬        | 재생 시간 |
| -- | ------------------------------------------------------ | ----------- | --------- |
| 1. | 〈Magical Mystery Tour〉                               | 폴 매카트니 | 2:48      |
| 2. | 〈The Fool on the Hill〉                               | 폴 매카트니 | 3:00      |
| 3. | 〈Flying〉 (조지 해리슨/존 레논/폴 매카트니/링고 스타) | (기악곡)    | 2:16      |
| 4. | 〈Blue Jay Way〉 (조지 해리슨)                         | 조지 해리슨 | 3:50      |
| 5. | 〈Your Mother Should Know〉                            | 폴 매카트니 | 2:33      |
| 6. | 〈I Am the Walrus〉                                    | 존 레논     | 4:35      |

| #  | 제목                          | 보컬        | 재생 시간 |
| -- | ----------------------------- | ----------- | --------- |
| 1. | 〈Hello, Goodbye〉            | 폴 매카트니 | 3:24      |
| 2. | 〈Strawberry Fields Forever〉 | 존 레논     | 4:05      |
| 3. | 〈Penny Lane〉                | 폴 매카트니 | 3:00      |
| 4. | 〈Baby, You're a Rich Man〉   | 존 레논     | 3:07      |
| 5. | 〈All You Need Is Love〉      | 존 레논     | 3:57      |